# Hapalopsittaca melanotis
Hapalopsittaca melanotis là một loài chim trong họ Psittacidae.